# Вукшићи (Милићи)
Вукшићи су насељено мјесто у општини Милићи, Република Српска, БиХ. Према попису становништва из 1991. у насељу је живјело 218 становника.

## Становништво
Према попису становништва из 1991. године, мјесто је имало 218 становника.
| Демографија | Демографија | Демографија |
| Година      | Становника  | Становника  |
| ----------- | ----------- | ----------- |
| 1961.       | 246         |             |
| 1971.       | 241         |             |
| 1981.       | 228         |             |
| 1991.       | 218         |             |